# Bill Tchato
Bill Tchato (M'Biam, 1975. május 14.) egy kameruni válogatott labdarúgó, jelenleg a katari Qatar SC védője.

## Sikerei
1996-ban a francia másodosztályú Caen játékosaként megnyerte a bajnokságot, így sikerült a feljutás az első osztályba. A kameruni válogatottal elért legnagyobb sikere, hogy 2002-ben aranyérmesek lettek az afrikai nemzetek kupáján.